# Llorando se fue
"Llorando se fue" é uma música lançada em 1981 pelo grupo boliviano Los Kjarkas para o álbum Canto A La Mujer De Mi Pueblo. A música se tornou febre absoluta no segundo semestre de 1989 e deu origem ao hit "Lambada" do grupo brasileiro Kaoma, que levou o sucesso para a Europa e diversas partes do mundo durante o ano de 1990, considerado o boom do gênero. Embora o ritmo da lambada já existisse há muito mais tempo, só em 1990 foi que ele explodiu de forma mais abrangente. "Chorando se Foi" foi uma das canções mais regravadas em todo o planeta.

## Versão de Kaoma
"Lambada" (conhecida também como "Chorando Se Foi") se tornou um sucesso mundial instantâneo após ter sido lançado como o primeiro single do álbum  World Beat, o primeiro álbum da banda Kaoma, no verão de 1989 do hemisfério norte. Estima-se que este compacto tenha vendido mais de cinco milhões de cópias no mundo todo. O grupo francês regravou o sucesso adaptando a letra (sem autorização) e modificando o título para "Lambada".

### Recepção comercial
A canção atingiu o primeiro lugar nas paradas da Áustria, do Brasil, da França, da Noruega, da Suécia e da Suíça quase que simultaneamente. Também atingiu um sucesso relativamente alto em países de língua inglesa (um fato muito raro para canções brasileiras), tendo atingido a 5ª posição na Austrália, a 4ª no Reino Unido e a 46ª nos Estados Unidos. Na lista de fim de ano do Brasil, a canção apareceu na 8ª posição, tendo superado até mesmo o sucesso "Vogue", da cantora estadunidense Madonna. Na lista de fim de ano da França, a canção entrou no 1º lugar, chegando a vender quase 2 milhões de cópias e permanecer no 1º lugar por doze semanas seguidas nas paradas.
O sucesso da canção deu início a um interesse momentâneo pelo agora esquecido ritmo da lambada, que foi tema de dois filmes estadunidenses lançados no mesmo dia (The Forbidden Dance e Lambada) e de um filme ítalo-brasileiro, "Dançando Lambada", com as participações especiais do dançarino Carlinhos de Jesus e da cantora Elba Ramalho. Na França, "Chorando Se Foi"' ganhou um cover do grupo Carioca e este acabou sendo lançado como single posteriormente, debutando na 22ª posição nos charts franceses. Devido a seu enorme sucesso, o Kaoma fez algumas versões em inglês e espanhol da música.

## Versão de Márcia Ferreira
Em 1986 a cantora Brasileira Márcia Ferreira gravou a canção no seu álbum Recordando Brega.
Márcia Ferreira e José Ary são os adaptadores  da versão em português da música boliviana "Llorando Se Fue" (Ulisses Hermosa e Gonzalo Hermosa) para o ritmo brasileiro de lambada. A versão que a banda franco-brasileira Kaoma gravou em 1989 era inautorizada, cujos direitos autorais pertenciam à Marcia Ferreira. Durante um processo judicial ocorrido na Justiça da França, movido pela EMI Songs e Márcia Ferreira, os direitos autorais da cantora foram reconhecidos e os produtores da banda Kaoma foram obrigados a indenizar os verdadeiros autores da canção.
Márcia Ferreira teve ganho de causa, em audiência realizada em Paris, na França, no dia 7 de março de 1991. É muito importante que fique bem claro que os músicos da banda Kaoma não tiveram culpa alguma pelo processo, os condenados pela justiça francesa foram os produtores da banda, Olivier Lorsac (Olivier Lamotte d`Incamps) e Jean Karacos (Jean Georgakarakos). Os músicos do Kaoma eram contratados dos empresários franceses.
Quando passava férias em Porto Seguro, em 1988, Olivier Lorsac conheceu a música "Chorando Se Foi", de Márcia Ferreira, gravada em 1986. De volta a Paris, Olivier Lorsac arrumou o pseudônimo de Chico de Oliveira e registrou em cartório uma versão inautorizada da canção, a qual passou a se chamar "Lambada".
Os empresários franceses também fizeram contratos com a gravadora Continental e lançaram na Europa e noutras partes do mundo os discos de lambada que faziam sucesso no Brasil, entre eles: Márcia Ferreira, Beto Barbosa, Alípio Martins, Chiclete com Banana, Banda Mel, Banda Reflexu's, Betto Dougllas, etc. Esses lançamentos serviram de preaquecimento ao estouro do surgimento da Banda Kaoma, lançada em Paris, em junho de 1989.

## Outras versões
- A música foi regravada pelo grupo peruano Cuarteto Continental], em 1984.
- A música ganhou um cover da cantora brasileira Fafá de Belém em 1989.
- Foi também gravada pelo grupo de forró Calcinha Preta.
- Em 1990, a apresentadora de televisão Xuxa Meneghel lançou um disco intitulado Lambada da Xuxa que vendeu cerca de cem mil cópias no Brasil.
- Gravada no CD "Frank Aguiar - Um Show de Forró vol 05, álbum lançado em 2000,,a música foi interpretada pelas Backing Vocal Simone e Simaria;
- Em 2005, a cantora brasileira Ivete Sangalo gravou a canção para seu quinto álbum de estúdio, As Super Novas (2005), sendo lançada como segundo single do projeto em 12 de dezembro de 2005. Nessa gravação, Sangalo faz uma citação a "É difícil", sucesso de 1986 do Chiclete com Banana, cantando o refrão da mesma.

Sangalo cantou a música em muitos shows até decidir pô-la como faixa bônus no álbum As Super Novas e lançá-la como single em 12 de dezembro de 2005. 
- Em 2010, o cantor brasileiro Nando Reis, em parceria com a Banda Calypso, interpretou a canção para o seu álbum MTV Ao Vivo Bailão do Ruivão com Nando Reis e Os Infernais, lançado em novembro do mesmo ano.
- Em 2011, a cantora mexicana Anahí incluiu a canção, em português, na setlist da sua turnê Mi Delirio World Tour.
- Em 2011 cantora americana Jennifer Lopez lançou o single "On the Floor", que sampleia a música em diversos trechos. Com esta canção, ela voltou com tudo às paradas de sucesso, conseguindo alcançar a 3ª posição da "Billboard Hot 100". Ainda no mesmo ano, o cantor latino Don Omar chegou ao primeiro lugar no Top Latino Songs, da Billboard, com a sua versão da música, intitulada "Taboo". O compositor de Bollywood Bappi Lahiri foi até aos jornais indianos alertar sobre as similaridades de "On the Floor" com sua música "Sochna Kya Jo Bhi Hoga Dekha Jayega", gravada por ele no ano de 1990. Ele disse: "Todo mundo sabe que On The Floor tem um toque de lambada, ela é idêntica à minha música, a abertura é idêntica. Eu trouxe a lambada à Índia há um tempo atrás. O crédito dela é meu".
- Em 2015, Inês Brasil regravou a música para ser uma das faixas de seu álbum "Make Love".
- No final de 2018, é lançada a canção "Tudo Passou", da cantora portuguesa Blaya, que incorpora elementos musicais e parte da letra da Lambada, e também serve de genérico à telenovela Valor da Vida.